# Clotilde Rosa
Maria Clotilde Belo de Carvalho Rosa Franco (Queluz, 11 de Maio de 1930 - Lisboa, 24 de Novembro de 2017), mais conhecida como Clotilde Rosa, foi uma harpista, educadora e compositora portuguesa.

## Biografia
Clotilde Rosa nasceu em Queluz, Portugal, filha de José Rosa (1895-1939), violinista e tenor, e Branca Belo de Carvalho Rosa (1906-1940), pianista e harpista. Era a irmã mais nova de Artur Rosa, arquiteto e escultor; e foi cunhada de Helena Almeida e tia de Joana Rosa, com quem viria a colaborar. Rosa começou a estudar piano aos dez anos com Ivone Santos e harpa aos doze com Cecília Borba no Conservatório Nacional de Lisboa. Entre 1960 e 1963 continuou os seus estudos de harpa com várias bolsas em Amesterdão com Phia Berghout, em Paris com Jacqueline Borot e em Colónia com Hans Zingel. De 1963 a 1966 Rosa também participou dos cursos de verão de Darmstadt, dirigidos por Karlheins Stockhausen, na Alemanha. Após completar os seus estudos, trabalhou como solista de harpa em várias orquestras e conjuntos.
Em 1965 Rosa participou no primeiro happening português, Concerto e Audição Pictórica na Galeria Divulgação em Lisboa, ao lado de António Aragão, E. M. de Melo e Castro, Sallette Tavares, Manuel Baptista, Jorge Peixinho e Mário Falcão (outro harpista).
Em 1970 Rosa é co-fundadora do Grupo de Música Contemporânea de Lisboa (GMCL) com o compositor Jorge Peixinho. O grupo toca música contemporânea em Portugal, Brasil e por toda a Europa. No final da década de 1970, com Carlos Franco e Luísa de Vasconcelos, Rosa forma o Trio Antiqua, que se dedicava à interpretação da música antiga. Rosa integrou ainda a Orquestra Sinfónica do Porto, a Orquestra Sinfónica da Emissora Nacional, e colaborou com a Orquestra Nacional do Teatro de São Carlos e com a Fundação Calouste Gulbenkian. Afastou-se da carreira orquestral em 1987.
Entre 1987 e 2000, Rosa leccionou na Escola de Música do Conservatório Nacional de Lisboa, primeiro em Análise e Técnicas de Composição (1987-1989) e depois em Harpa. Foi a primeira vez que um programa de harpa contemporânea foi ensinado em Portugal.
Rosa divorciou-se do primeiro marido, o pianista e violoncelista Jorge Machado em 1961. Mais tarde, casou com o flautista Carlos Franco, outro membro do GMCL. Teve três filhos, dois dos quais se tornaram músicos. Rosa morreu em Lisboa em 24 de Novembro de 2017.

## Reconhecimento
Em 1976, Rosa começou a escrever como compositora a solo; por sugestão de Jorge Peixinho, a sua obra Encontro para flauta e quarteto de cordas foi levada para o Tribune Internationale de Compositeurs em Paris por Joly Braga Santos e Nuno Barreiros. A peça, gravada na RDP, recebeu o 10º lugar entre 60 obras de trinta países diferentes.
Rosa ganhou o primeiro Concurso Nacional de Composição de Portugal com a obra Variantes I para flauta solo.

## Obra
Rosa compôs mais de setenta obras para instrumentos a solo, orquestra sinfónica, ópera e cantata, entre outros. Os trabalhos selecionados incluem:
- Encontro para flauta e quarteto de cordas (1976)
- Alternâncias para flauta e piano (1976)
- Variantes I para flauta solo (1980)
- Três Canções Breves (1980)
- Cinzas de Sísifo (1986)
- O Fabricar da Música e do Silêncio (1987)
- Ciclo Vozes de Florbela (1990)
- Amor que mal existe (1992)
- Glosas Próprias (1998)
- Quiet Fire (1999)
- Canto Circular (2000)
- El Vaso Reluciente (2003)

As obras de Rosa foram gravadas e publicadas em CD, e incluem:
- Musica para poesia Portuguesa / Cathariou, Martins, Tiexeira, Martins, et al. ; (09-09-2008) La Ma De Guido
- Spiral Of Light: Música Portuguesa para Cordas e Marimba (2010-06-08) EtCetera Records